# Tolidopalpus galloisi
Tolidopalpus galloisi is een keversoort uit de familie spartelkevers (Mordellidae). De wetenschappelijke naam van de soort is voor het eerst geldig gepubliceerd in 1932 door Kôno.